# Первомайское (Шортандинский район)
Первомайское (каз. Первомай) — упраздненное село в Шортандинском районе Акмолинской области Казахстана. Входило в состав Новоселовского сельского округа. Код КАТО — 116845105.

## География
Село располагалось в восточной части района, на расстоянии примерно 42 километров (по прямой) к востоку от административного центра района — посёлка Шортанды, в 3 километрах к западу от административного центра сельского округа — села Новосёловка.
Абсолютная высота — 326 метров над уровнем моря.
Ближайшие населённые пункты: село Новосёловка — на востоке, село Каражар — на западе.

## История
В 2009 г. переведено в категорию иных поселений, включено в состав села Новосёловка.

## Население
В 1999 году население села составляло 106 человек (56 мужчин и 50 женщин). По данным переписи 2009 года, в селе проживало 17 человек (10 мужчин и 7 женщин).
| Численность населения | Численность населения |
| 1989                  | 1999                  |
| --------------------- | --------------------- |
| 106                   | ↘17                   |